# Kieferle
Das Kieferle bei Steinheid (Landkreis Sonneberg) ist ein 867,2 m ü. NHN hoher Berg im Thüringer Schiefergebirge und damit der zweithöchste Berg dieses (Teil-)Gebirges, das den östlichen Teil des Thüringer Waldes darstellt.
Nach West-Südwesten trennt ihn das Tal der Grümpen, deren östliche Quelle am Westhang liegt, deutlich von der fast gleich hohen Dürren Fichte, an deren Nord- und Osthang sich weitere Quellen befinden. Nach Osten wird er von der Göritz begrenzt. Nördlich des Berges entspringt auch die Schwarza. Im Süden schließt sich der 837 m hohe Rittersberg an, dessen östlicher Nachbar der Breitenberg ist.
Da die erstgenannten Flüsse in den Main und damit letztlich in den Rhein münden, die Schwarza aber in die Saale und damit in die Elbe, liegt der Berg an der Wasserscheide Rhein-Elbe. Südlich des Rennsteigs gelegen, der über den benachbarten Sandberg verläuft, dacht das Kieferle nach Süden ab und wird dem Südlichen Hohen Schiefergebirge zugerechnet.